# John Herriott

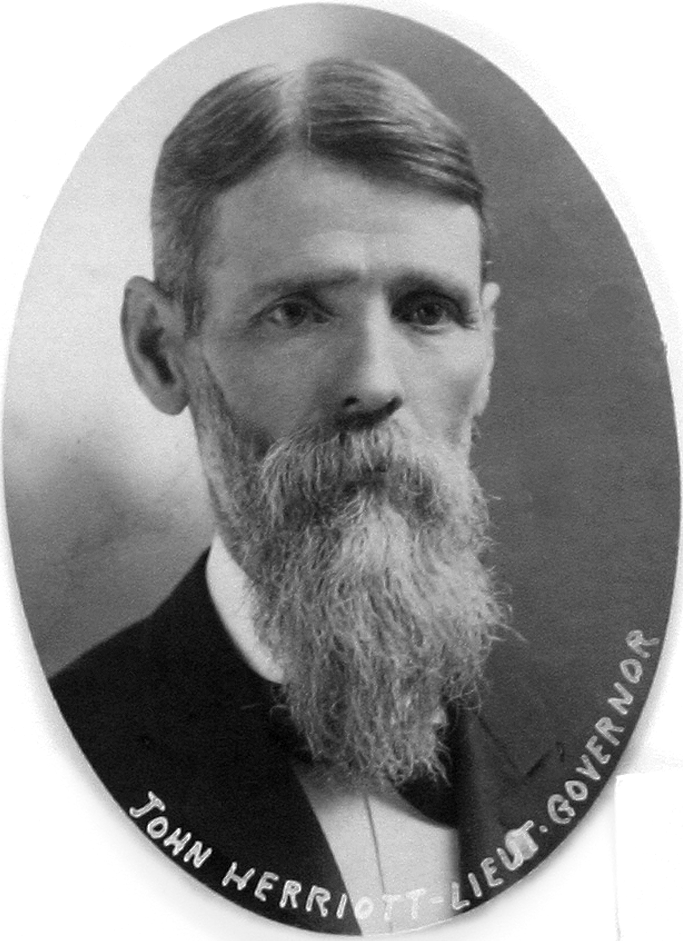
John Herriott

John Herriott (* 20. Oktober 1844 in Herriottsville, Allegheny County, Pennsylvania; † 24. September 1918 in Des Moines, Iowa) war ein US-amerikanischer Politiker. Zwischen 1902 und 1907 war er Vizegouverneur des Bundesstaates Iowa.

## Werdegang
John Herriott wuchs auf einer Farm in Pennsylvania auf und besuchte die öffentlichen Schulen seiner Heimat. Während des Bürgerkrieges diente er bis zum September 1864 im Heer der Union. Im August 1865 zog er auf eine Farm im Scott County in Iowa; 1872 zog er in die Stadt Stuart weiter, wo er eine Apotheke und einen Buchladen betrieb.
Politisch schloss er sich der Republikanischen Partei an. Zwischen 1878 und 1882 war er Bezirkskämmerer im Guthrie County; von 1894 bis 1900 amtierte er als Finanzminister seines Staates (State Treasurer of Iowa). Im Jahr 1901 wurde Herriott an der Seite von Albert B. Cummins zum Vizegouverneur von Iowa gewählt. Dieses Amt bekleidete er zwischen 1902 und 1907. Dabei war er Stellvertreter des Gouverneurs und Vorsitzender des Staatssenats. Nach dem Ende seiner Zeit als Vizegouverneur ist er politisch nicht mehr in Erscheinung getreten. Er starb am 24. September 1918 in Des Moines und wurde in Stuart beigesetzt.